# Taifa di Ronda
La Taifa di Ronda (in arabo طائفة رندة‎?) era un regno taifa berbero musulmano indipendente (emirato) esistente dal 1015 al 1066, quando fu conquistata e integrata nella Taifa di Siviglia, come tutti gli altri regni di taifa minori, nel sud di al-Andalus: Algarve, Algesiras, Arcos, Carmona, Huelva, Mértola, Ronda, Niebla e Silves, che furono tutti conquistati e incorporati nella Taifa di Siviglia.

La Taifa di Ronda corrispondeva approssimativamente alla Cora di Takoronna (Cora de Mawrur), la odierna comarca Serranía de Ronda, tra le più piccole coras andaluse, situata nella provincia di Malaga, in Andalusia. La sua capitale era la città di Ronda.

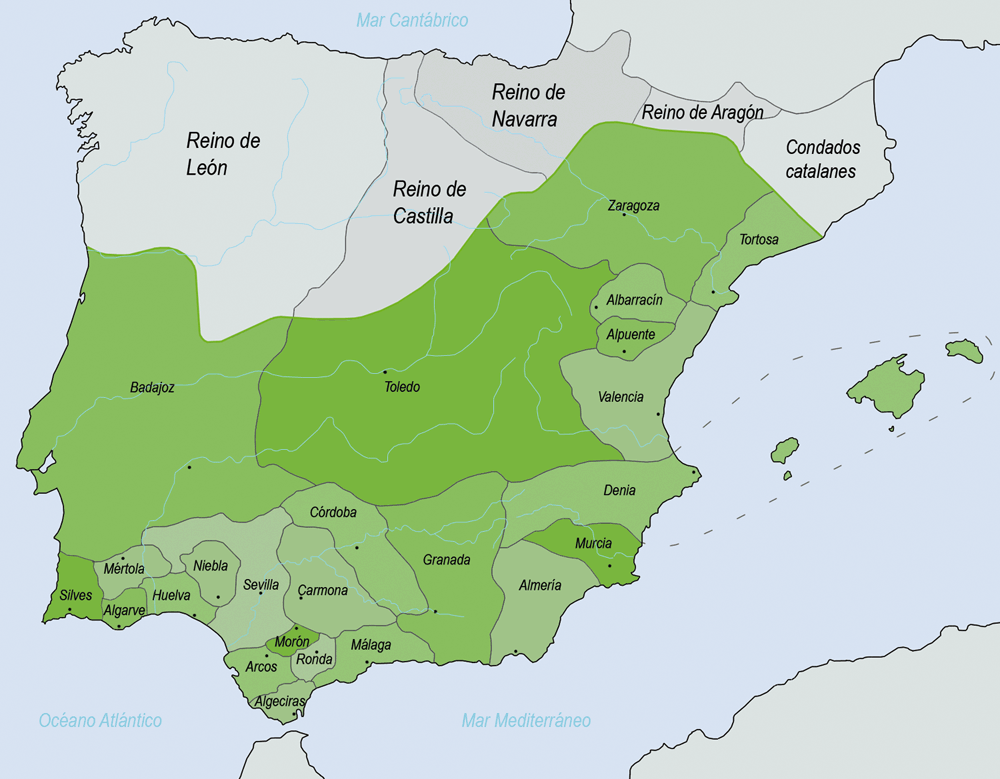
Taifa di Ronda nel 1031 a sud della Taifa di Siviglia

## Storia
La Taifa di Ronda nacque nel periodo iniziale della fitna di al-Andalus, descritta dallo storico Rafael Altamira, quando, come riporta La web de las biografias, Nuh ben Abi Tuziri, nel 1015, si proclamò emiro. Secondo gli Études sur la civilisation de l'Espagne musulmane Abu Nur ibn Qurra apparteneva alla famiglia Berbera dei Banu Ifrēn, che, come riporta anche il Muslim Spain and Portugal: A Political History of al-Andalus, apparteneva alla dinastia zenata, che era giunto in al-Andalus, per aggregarsi alle truppe di Almanzor e si erano installati nella Serranía de Ronda.

Abu Nur ibn Qurra, che nel 1013, dal califfo di al-Andalus, Sulayman ibn al-Hakam, "al-Musta'in", al quale rimase fedele, fu riconosciuto sovrano sul territorio circostante a Ronda, quando "al-Musta'in" fu ucciso, nel 1016, si proclamò sovrano indipendente, dando così vita all'emirato della Taifa di Ronda.

Come riporta La web de las biografias, Abu Nur, difendendo la taifa da Abbad II al-Mu'tadid, emiro della Taifa di Siviglia, con la sua politica di annessione delle piccole taife, tentava di annettere la Taifa di Ronda, rimase al potere fino al 1053, quando fu sconfitto e portato prigioniero a Siviglia, dove rimase circa quattro anni.
Nella taifa di Ronda prese il potere il figlio, Badis, che, come riporta La web de las biografias, si comportò da tiranno, governando per circa quattro anni, in modo crudele e arbitrario.

Quando Abu Nur, riacquistò la libertà e fu messo al corrente del comportamento del figlio lo condanno a morte e lo fece giustiziare, ma poco dopo un mese morì e gli succedette un secondo figlio, Abú Nasr Futuh.
Come riporta La web de las biografias, Abú Nasr Futuh, continuò la lotta contro Siviglia subendo attacchi e assedi sino a che al-Mu'tadid, nel 1066, organizzò un complotto e  lo fece assassinare e la taifa di Ronda fu annessa alla Taifa di Siviglia.
Emiri di Ronda
- Abu Nur ibn Qurra
- Badis
- Abú Nasr Futuh

Dal 1066, la Taifa di Ronda fu sotto il controllo forzato di Siviglia, di Muhammad al-Muʿtamid sino a quando l'almoravide, Yūsuf ibn Tāshfīn, tornò in al-Andalus, e, come riporta Rafael Altamira iniziò ad occupare i vari regni di Taifa e nel 1091 costrinse al-Muʿtamid ad abdicare come riporta la The History Of The Mohammedan Dynasties In Spain Vol II. La Histoire des Almohades / d'Abd el- Wâh'id Merrâkechi, riporta che Rad'i, il figlio di al-Muʿtamid, che difendeva il castello di Ronda fu invitato dal padre ad arrendersi fu assassinato a tradimento dal generale Garur a cui si era consegnato.
Quando gli Almohadi, tra il 1151 ed il 1155, occuparono al-Andalus, ricostituendo il califfato, secondo la Histoire des Almohades / d'Abd el- Wâh'id Merrâkechi, quando 'Abd al-Mu'min prese possesso della zona attorno a Gibilterra i governanti di Ronda ed altre taife lo raggiunsero e gli resero omaggio.
Secondo la Histoire des Berbères et des dynasties musulmanes de l'Afrique, Volume 2, nel 1164, il re della taifa di Murcia, Muhammad ibn Mardanish, che i Cristiani chiamavano re Lupo aveva conquistato Carmona e assediato Jaén, nel 1168 era arrivato vicino a Ronda e un gruppo dei suoi uomini fece un'incursione fino a Ronda  catturando gran parte del bestiame della città..
Tra il 1264 ed il 1266, Ronda fu inglobata nel Sultanato di Granada e vi rimase per quasi due secoli .

Quando  il sultano Muhammad II al-Faqih fece arrivare delle truppe dal Maghreb, Ronda si ribellò affinché non fossero alloggiate in Ronda.
Ronda fu conquistata dalle truppe castigliane, nel 1486, dopo che era stata assediata nel 1485 e presa a cannonate sino a che erano state aperte diverse brecce nelle mura e la guarnigione musulmana dovette arrendersi.

### Fonti primarie
- (FR)  Histoire des Almohades / d'Abd el- Wâh'id Merrâkechi
- (EN)  The History Of The Mohammedan Dynasties In Spain Vol II
- (EN)  Muslim Spain and Portugal: A Political History of al-Andalus
- (FR)  Histoire des Berbères et des dynasties musulmanes de l'Afrique, Volume 2

### Letteratura storiografica
- Rafael Altamira, "Il califfato occidentale", in: «Storia del mondo medievale», Cambridge History of Middle Age, vol. II, 1999, pp. 477–515.]
- Rafael Altamira, La Spagna (1031-1248), in "Storia del mondo medievale", vol. V, 1999, pp. 865–896
- (FR)  Études sur la civilisation de l'Espagne musulmane
- La recomquista